# The Foreshadowing
The Foreshadowing ist eine 2005 gegründete, italienische Gothic-Metal-Band.

## Bandgeschichte
The Foreshadowing wurde im Jahr 2005 als Projekt des ehemaligen Dope-Stars-Inc.-/Klimt-1918-Gitarristen Alessandro Pace gegründet. Wenig später beschloss Pace das Projekt als Band weiterzuführen und begab sich auf die Suche nach weiteren Mitgliedern. Die fand er in seinem ehemaligen Klimt-1918-Kollegen Davide Pesola (Bass), den beiden Ex-Spiritual-Front-Mitgliedern Andrea Chiodetti (Gitarre) und Francesco Sosto (Keyboard) und Schlagzeuger Jonah Padella, der mit Chiodetti bei Grimness spielt. Wenig später stieß Marco Benevento als Sänger zum Line-Up hinzu und die Aufnahmen für das Debütalbum begannen. Bereits 2006 wurden die Aufnahmen fertiggestellt, veröffentlicht wurde das Album jedoch erst ein Jahr später bei Candlelight Records.
Ende 2008 begann die Band mit dem Songwriting und den Aufnahmen für ein zweites Album, die Mitte 2009 abgeschlossen wurden. Da der Vertrag mit Candlelight Records auslief, unterschrieben The Foreshadowing bei dem deutschen Label Cyclone Empire Records, bei dem das Album Oionos veröffentlicht wurde.
Mit der Zeit erlangte The Foreshadowing Popularität in der internationalen Gothic-Doom-Szene: Sie traten auf einigen der wichtigsten Festivals in Europa, wie dem Summer Breeze, dem Rockharz Open Air, dem Wave Gotik Treffen, dem Legacy, dem Mayday Rock Festival oder auch dem Summer Darkness Festival auf.
Im Januar 2013 stieß Schlagzeuger Giuseppe Orlando (ehemals Novembre, Airlines of Terror) offiziell zur Band und ersetzte Jonah Padella, der sich aus persönlichen Gründen von der Band trennte. Nach der nordamerikanischen Veröffentlichung von Oionos und Second World durch Metal Blade Records trat die Band dem Programm der „Rock the Nation“ USA-Tour bei und tourte in den USA und Kanada im Rahmen der „Voices from the Dark“ Tour zusammen mit Moonspell, Marduk, Inquisition und Death Wolf. Dadurch erlangte die Band auch außerhalb Europas an Bekanntheit. Die Live-Aktivitäten wurden 2013 bei der europäischen „The Morning Never Came“ Tour mit Swallow the Sun und Antimatter und einer Italien-Tour mit Saturnus, Doomraiser und Shores of Null fortgesetzt.
Nachdem die Touren weitestgehend beendet wurden, begab sich die Band für zwei Jahre in eine Ruhephase, in der sie sich dem Songwriting des vierten Studioalbums, genannt Seven Heads Ten Horns, widmeten. Dieses wurde in den Outer Sound Studios aufgenommen und in den Hertz Studios in Polen von Sławek und Wojtek Wiesławski gemastert. Das Artwork stammt von Siro Anton der bereits für Septicflesh Albumcover entworfen hat.
Im Jahr 2018 erschien dann ausschließlich Digital die Single Paranoid Boyd die jedoch nach darauffolgenden fünf Jahren Ruhe um die Band auf der, am 26. Mai 2023 erschienenen EP Forsaken Songs, enthalten war. Ebenfalls Teil der EP ist ein Cover des Songs Such a Shame der britischen Synthiepop-Band Talk Talk. Darauf folgend gingen The Foreshadowing als Support-Act für Saturnus und In the Woods... auf Europatour.

## Stil
The Foreshadowing spielen eine Mischung aus Gothic Metal, Doom Metal und Dark Metal mit atmosphärischen Einflüssen. Das Webzine Metal.de beschreibt es als „kitschfreien, melancholischen Doom Metal“ mit „fett groovenden Riffs“.
Neben einem Keyboard kommen auch Chöre und Samples vor, die von dem „zerbrechlich“, „charismatischem“, aber dennoch eingängigem Baritongesang von Marco Benevento begleitet werden, der an jenen von Nick Holmes der Band Paradise Lost erinnere. Diese Eingängigkeit lässt auf dem Album Second World zwar nach, auf dem Folgealbum gewinnen die Songs jedoch wieder an Eingängigkeit.
Als vergleichbare Bands werden Katatonia, My Dying Bride oder auch Anathema aufgeführt. Außerdem wird das Funeral-Album From these Wounds als in Teilen vergleichbar aufgezählt.

## Diskografie
- 2007: Days of Nothing (Album, Candlelight Records)
- 2010: Oionos (Album, Cyclone Empire)
- 2012: Second World (Album, Cyclone Empire)
- 2016: Seven Heads Ten Horns (Album, Cyclone Empire)
- 2023: Forsaken Songs (EP, Ardua Music)